# Anelosimus dude
Anelosimus dude là một loài nhện trong họ Theridiidae.
Loài này thuộc chi Anelosimus. Anelosimus dude được miêu tả năm 2006 bởi Agnarsson.